# Marcos Leite
Marcos Leal Leite (Rio de Janeiro, 25 de março de 1953 — Rio de Janeiro, 14 de janeiro de 2002) foi um maestro, compositor e arranjador brasileiro.
Se tornou conhecido como fundador e mentor do grupo vocal Garganta Profunda, no Rio de Janeiro. Ligado ao canto coral e grupos vocais desde meados dos anos 70, dirigiu também o vocal Brasileirão em Curitiba.
Marcos é considerado, por boa parte dos críticos e do meio musical, um divisor de águas na música feita para coro no Brasil. Suas composições e arranjos influenciaram decisivamente os rumos da estética do canto coral brasileiro.
Morreu aos 50 anos, vítima de tumor cerebral.